# 양양여자고등학교
양양여자고등학교(襄陽女子高等學校)는 강원도 양양군 양양읍 서문리에 있는 공립 고등학교이다.

## 학교 연혁
- 1955년 1월 31일: 초대 홍기표 교장 부임
- 1956년 4월 10일: 개교
- 1992년 9월 15일: 학과개편(보통과 6학급, 상업과 6학급)
- 1997년 9월 1일: 학과개편(보통과 6학급, 정보처리과 6학급)
- 2001년 3월 1일: 학과개편 특수학급 1학급
- 2016년 9월 1일: 제26대 김영실 교장 부임
- 2019년 2월 28일: 폐교 및 양양고등학교와 통합[2], 63년만에 폐업

## 설치 학과
- 정보처리과

## 참고 자료
- 양양여자고등학교 - 한국교육학술정보원 학교알리미